# Аблялімова Ельміра Наріманівна
Ельміра Наріманівна Аблялімова (нар.13 березня 1975, м. Ангрен) — український політик. Заслужений економіст Автономної Республіки Крим (2012). Депутат Бахчисарайської міської ради (2002—2006), депутат Бахчисарайської районної ради (2006—2014). У 2014 році короткий час — генеральний директор Бахчисарайського державного історико-культурного заповідника.
Чоловік — Ахтем Чийгоз, заступник голови Меджлісу кримськотатарського народу. Пара виховує чотирьох дітей 

## Життєпис
Родина Аблялімової зазнала депортації. У 1944 році її спочатку вислали на Урал у Кемеровську область. Саме там у селі Шайтан народилася її мати. Згодом її бабі з дідом дозволили переїхати в Узбекистан, куди була депортована частина родичів. Там, у місті Ангрен Ташкентської області, Аблялімова народилася. У 1991 році родина повернулася до Криму.
Освіта вища: Київський національний економічний університет імені Вадима Гетьмана (спеціальність — «економіка підприємства») та Національна академія державного управління при Президентові України (магістр державного управління), яку закінчила 2006 року.
2002—2006 — депутат Бахчисарайського міської ради.
2006—2014 — депутат Бахчисарайської районної ради (Народний рух України). Заступник голови Бахчисарайської районної державної адміністрації.

### Генеральний директор Бахчисарайського державного історико-культурного заповідника
4 квітня 2014 року самопроголошений прем'єр-міністр Сергій Аксьонов представив Аблялімову як генерального директора Бахчисарайського державного історико-культурного заповідника. Її призначення стало частиною політичних домовленостей між Аксьоновим і кримськими татарами. Попередній генеральний директор, історик Валерій Науменко, відтворив події так: 
«Вранці 3 квітня приїхали очільник Бахчисарайської адміністрації Ільмі Умеров, Заур Смирнов на чолі з віце-прем'єром Ленуром Іслямовим і керівник місцевого меджлісу Ахтем Чийгоз. Іслямов сказав, що приїхав за особистим дорученням Аксьонова, щоб я написав заяву про звільнення, оскільки є політична угода між урядом і меджлісом. Я писати заяву відмовився, після чого була телефонна розмова з Аксьоновим — він підтвердив, що це політичне рішення, і прохання написати заяву є». 
На запрошення Аксьонова, ввечері директор заповідника прибув до Радміну, під стінами якого також зібралися співробітники заповідника, протестуючи проти безпричинного звільнення керівника. Розмова була недовгою — Науменко пішов у відставку за власним бажанням, а Аксьонов наступного дня представив колективу нового керівника[неавторитетне джерело]. Її представлення колективу відбувалося у дуже напруженій обстановці: за твердженням кримської преси, «на територію Ханського палацу меджліс підтягнув молодих кримських татар у спортивних костюмах, які своїм виглядом давали зрозуміти, що готові до різних поворотів подій. На щастя, бої були лише словесними». Працівники БІКЗ висловлювали сумніви у професійних здібностях економіста Аблялімової та дивувалися, чому важливу посаду має обійняти саме дружина лідера місцевого меджлісу Ахтема Чийгоза. Аксьонов у свою чергу відкрито захищав нового керівника та говорив, що не бачить у призначенні міжнаціонального підтексту.
«Сьогодні прийнято рішення мною особисто про призначення Аблялімової Ельміри Наріманівни на посаду директора Бахчисарайського історико-культурного заповідника», — сказав Аксьонов, виступаючи перед колективом установи. 
«Голова Радміну Криму поставив переді мною основні завдання — ліквідувати тіньові схеми та корупцію у заповіднику, організувати ефективну роботу колективу, зберегти всі об'єкти на балансі підприємства. Я думаю, невдовзі ми знімемо конфліктність у колективі і працюватимемо», — прокоментувала тоді своє призначення Ельміра Аблялімова, уникаючи питань про особисті зв'язки з Чийгозом.
14 серпня 2014 року Ельміра Аблялімова була учасницею зустрічі з прем'єром Росії Дмитром Медведєвим. Вона активно співпрацювала з Міністерством культури Республіки Татарстан та Академією наук Республіки Татарстан, виступала за повернення скіфського золота до окупованого Росією Криму. Своїм заступником вона призначила вченого-тюрколога із Москви, доктора історичних наук та співробітника Інституту сходознавства Російської академії наук Іллю Зайцева, який заявив про те, що з 1991 року не порушувалося питання повернення до Бахчисараю музейних експонатів зі Львова. Аблялімова працевлаштувала на керівних посадах у заповіднику п'ять членів меджлісу, в тому числі доньку Ільмі Умерова — Айше, натомість заяви про звільнення написали близько 25 осіб, переважно слов'янського походження. Співробітники історико-культурного заповідника заявили, крім того, про махінації з нарахуваннями зарплат та премій, а також про виявлену нестачу музейних експонатів, серед яких – предмети із золота. За їхніми словами, Аблялімовою, яка  19 по 31 липня цього року без пояснення причин опечатала фондосховище та заборонила входити туди головному зберігачеві фондів Оксані Алпашкіній, незважаючи на те, що саме вона – матеріально-відповідальна особа, було створено ситуацію, яка сприяла втраті чи розкраданню музейних цінностей. 
У фондах Бахчисарайського державного історико-культурного заповідника зберігається 120 тисяч предметів археології, але більшу частину з них нема де показувати. Науменко хотів зробити ремонт у двох будівлях, перевести туди адміністрацію заповідника, перемістити фонди, а Ханський палац віддати під виставкові зали, але меджліс цей проєкт не схвалив. За словами Науменка, меджліс, що висунув проти нього низку звинувачень і кілька місяців вимагав звільнитися, вважав, що готельно-ресторанний комплекс треба залишити та відкрити інші заклади розважального характеру на території заповідника. Своє невдоволення роботою Науменка Бахчисарайський меджліс висловив ще на початку лютого. Тоді, на нараді під керівництвом Рефата Чубарова та народного депутата України Мустафи Джемілєва, Чийгоз дорікнув директору Бахчисарайського історико-культурного заповідника щодо незадовільного стану 138 «унікальних пам'яток історії, культури, релігії кримськотатарського народу»[неавторитетне джерело]. На думку Чийгоза, Науменко мусив «бути відсторонений від займаної посади — у зв'язку з тим, що як керівник показав себе з усіх сторін негативно». 20 березня 2014 року Науменко подав заяву до районної прокуратури про погрози на свою адресу: за його словами, Аблялімова сказала йому прямим текстом: «Не напишеш заяву сам – винесуть уперед ногами», – стверджували співробітники заповідника. У відповідь на звернення представників наукової та культурної громадськості Криму на захист науковця голова Бахчисарайської райдержадміністрації Ільмі Умеров тоді зазначив, що жодних погроз не надходило, а вимоги до Науменка покинути посаду генерального директора є небезпідставними.

### Звільнення та подальша політична діяльність
У грудні 2014 року Аблялімова була звільнена зі своєї посади. Ахтем Чийгоз назвав таке кадрове рішення «політичним» . З 2017 року Аблялімова з чоловіком мешкає в Києві . Виступала проти реконструкції Ханського палацу 2018–2019 років як такої, що не відповідає вимогам збереження пам'ятки. 6 червня 2018 року через російського адвоката Миколу Полозова Аблялімовою було подано позовну заяву до Коптевського районного суду Москви до відповідача ТОВ «Корпорація ATTA Груп» – підрядника всіх робіт у заповіднику.
З січня 2020 року входить до складу Експертної ради Представництва президента України в АР Крим.
Працює проєкт-менеджеркою Кримського інституту стратегічних досліджень.

## Нагороди
- Звання «Заслужений економіст Автономної Республіки Крим» (2012)[24]
- Почесна грамота Ради міністрів Автономної Республіки Крим